# Aleppói offenzíva (2016. augusztus–szeptember)
A 2016. augusztus–szeptemberi aleppó offenzíva a Szír Hadsereg Aleppó délkeleti külvárosaiban indított ellentámadása volt. A támadást azért indították, hogy visszaszerezzék a felkelők offenzívája miatt augusztus korábbi részében elveszített területeket, valamint visszaszerezzék az Aleppó felkelők kezén lévő részeit.

## Az offenzíva

### Harc az 1070-es Lakprojektért

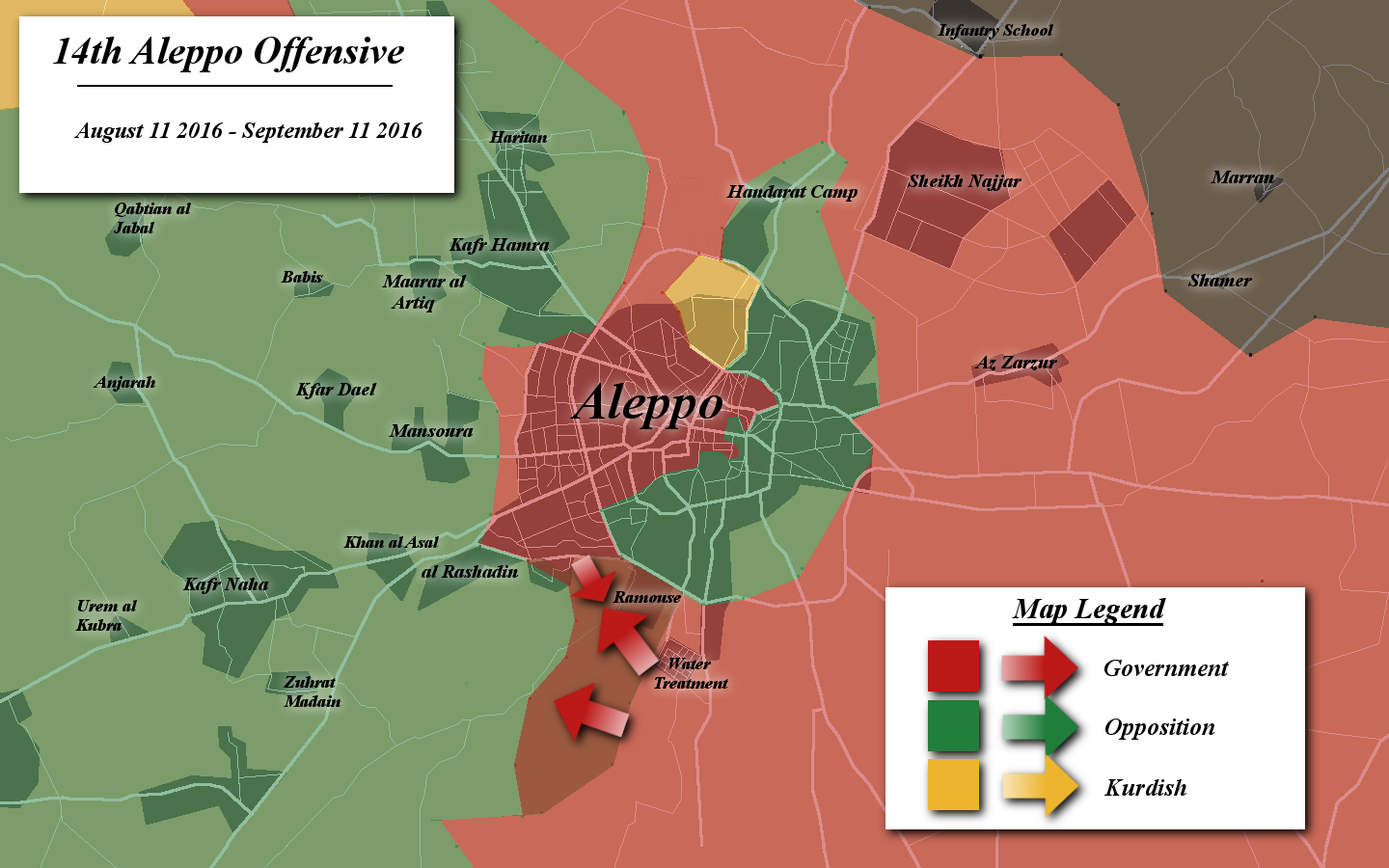
Az offenzíva tréképe

Augusztus 11–17 között a Hadsereg több alkalommal is ellentámadást indított, melyek legfőbb célpontja az 1070-es Lakóprojekt volt. Az augusztus 11-i harcokban a kormány 29, a felkelők legalább 20 katonájukat vesztették el. Augusztus 17-re a vezetőség a kerület 70%-át megszerezte.
Augusztus 14-én egy nagy hatású ellentámadást indítottak a felkelők a kormány kezén lévő cementgyár ellen, hogy így szélesítsék ki a 4 km-es felkelői utánpótlási útvonalat. A támadást heves harcok árán visszaverték, és ez alatt a napnál hosszabb idő alatt 35 felkelőt és 17 katonát öltek meg. Augusztus 15-én este a Hadsereg és a Hezbollah ellentámadást indított az 1070-es Lakóprojekt ellen. Másnap reggelre a támadás áttörte a felkelők első védvonalát. A jelentések szerint ez biztosította a kerület 80%-át.

### Harc a Katonai Akadémiáért
Augusztus 17-én, az 1070-es Lakóprojekt nagy részének elfoglalása után a kormány lerohanta az Al-Assad Katonai Akadémia Légierő Technikai Bázisát. A terület régebbi kormányzati parancsnoka a támadás irányítása közben halálos sebesülést szerzett. Mivel nem tudták megerősíteni az itteni pozícióikat, a kormány végül is kivonult, mikor a felkelők ellentámadásba kezdtek. Másnap a kormány Aleppótól délre a várost körülölelő területen elfoglalta Al-Qarassi, Tal Sanourabat és Al-‘Amariyah falvakat. Később azonban a felkelők mindhárom települést visszaszerezték.
Augusztus 19-én Damaszkuszból megérkezett a Köztársasági Gárda erősítése, hogy újabb támadást indítsanak az Aleppói Tüzérségi Akadémia ellen. Ezt még aznap meg is kezdik. Eközben az IRGC és a síita milicisták által támogatott kormányerők megtámadták azt az Al-Qarassi települést, mely stratégiailag fontos volt Hán Tumán városának bevétele szempontjából. A következő éjszaka Tal Al-Aqra a kormány kezére került, így az Aleppói Tüzérségi Akadémiánál harcoló felkelőket elvágta a seregük többi részétől. Augusztus 20-án ormánypárti seregek ismét lerohanták Al-Qarassit.
Augusztus 21-én a kormány elfoglalta az Al-Qarassi mellett elhaladó Hán Tumán–Ramouseh útvonalra kilátást biztosító Umm Qara hegyet, valamint a SyriaTel hegyet. Augusztus 21-24 között a felkelők négy ellentámadást indítottak, hogy visszafoglalják az Umm Qara hegyet. Mind a négy kísérletet visszaverték.A harcok során mindkét fél nagy veszteségeket volt kénytelen elkönyvelni, de a felkelők veszteségei nagyságrendekkel nagyobbak.
Augusztus 22-én a kormánypárti erők folytatták offenzívájukat, ellenőrzésük alá vonták az Al-Ramouseh körforgalmat és az azonos nevű hidat, később pedig megrohamozták az Aleppóu Tüzérségi Akadémiát, ahol véres harcok alakultak ki köztük és a védekező felkelők között. Végül a kormány seregeit visszaszorították az Akadémia környékéről. Augusztus 23–27 között a hadsereg az Aleppói Technikai Iskola és az 1070-es Lakóprojekt ellen is több támadást indított, de sehol sem értek el eredményeket azon kívül, hogy megvetették a lábukat az iskolában. Mivel itt további sikereket nem tudtak felmutatni, támadásaik központját áttették a közeli, stratégiailag fontos Tal Sanourbat hegy irányába. Ennek következtében a Szír Hadsereg s a Hezbollah augusztus 30-án elfoglalta a hegyet. A Tigris Erők vezette rész pedig megszerezte Tal Qarassi, Tal ‘Amarah, Barandeh és Qarassi hegytetőket illetve falvakat. Ezen felül több mint 120 tengerészgyalogos érkezett aznap a helyszínre, akik Latakiából mint a hadsereg tanácsadói voltak itt jelen.
Szeptember 1-én a kormánypárti erők elfoglalták a Hadi Iskolát. Ezután egy olyan összecsapás bontakozott ki, melyben mind a felkelők közül kikerülő védekezők, mind a kormánypárti támadók közül sokan meghaltak. Három napi harc után a Tigris Erők, a Liwa al-Quds, és a Hezbollah északról, míg a Szíriai Hadsereg ezzel egy időben délről intézett támadást az iskola ellen. Végül legyőzték a védekezőket, és az egész épületet elfoglalták. Így Aleppó felkelők kezén lévő része ismét ostrom alá került.

### A felkelői védvonalak összeomlása
Szeptember 5-én a felkelők védvonala Aleppó déli részén összeomlott, mikor a kormánypárti erők lerohantak három falut három hegyet, két gyárat, két raktárépületet és egy kikötőt. A felkelők a jelentések szerint meghátráltak az 1070-es Lakóprojekt környékén és az Al-Hikma iskolánál is. Később azonban újabb hírek érkeztek az 1070-es Lakóprojekt környékén újabb harcokról, miközben ellentmondásos jelentések készültek arról, ki ellenőrzi a körzetet.
Szeptember 6-án a kormánypárti erők megtámadták a Ramouseh kerületet, és az értesülések szerint elfoglalták a Ramouseh Kemencét és az Al-Dabaghat Gyárat. Ezen kívül támadást indítottak Hán Tumán mellett, elfoglalták az itteni lőszerraktárat és a külvárosok több pontját is. Az elkövetkező két nap alatt a Szíriai Hadsereg a teljes Ramouseh kerületet elfoglalta, Szeptember 9-re meg tudták nyitni a Hadsereg nyugat-aleppói utánpótlási útvonalát. Eközben légi támadást intéztek a Hódító Hadsereg magas rangú vezetőinek egyik találkozójának otthont adó helyszín ellen. Ebben a Jabhat Fateh al-Sham több vezetője is meghalt, akik közül a legjelentősebb Abu Hajer Al-Homsi, a csoport legfőbb katonai parancsnoka volt. A felkelők rögtön az USA_t vádolták meg a támadással, de ezt a Pentagon visszautasította, majd Oroszország vállalta a felelősséget.
Szeptember 10–11-én a Hadsereg és szövetségeseik folytatták az előretörést az 1070-es Lakóprojekt és Al-‘Amariyah kerület területén. Ezen kívül továbbra is támadták a Hikmah Iskolát.
Szeptember 11-én légi csapások zavarták meg Aleppó és Idlib felkelői kézen lévő területén az áldozati ünnepet. Az US és Oroszország pár órával korábban állapodott meg egy tűzszünetben, mely másnap napnyugtakor lépett életbe.